# 安福路
安福路是中華人民共和國上海市徐匯區一條東西走向道路，西起武康路，東至常熟路，全长862米，道路於民國4年至5年（1914年至1915年）修筑，當時道路命名為巨泼来斯路（Route Dupleix），道路名稱來自於法屬印度總督約瑟夫·弗朗索瓦·杜布雷侯爵。1943年汪精卫政府接收租界时，將巨泼来斯路更名為安福路，名稱來自於江西安福。沿途有巨泼来斯公寓。“武康路—安福路”街区，2021年9月获评上海市级旅游休闲街区。2022年，由于乌鲁木齐中路抗议，该路部分路段的人行道与车行马路间被建立围墙封闭。
後來有不少首店入驻安福路，安福路在社交平台上成為一條网红小马路。2021年，一辆绿色越野车长期停放在安福路某店家门前。越野车每天都被交警貼上罚单。2021年7月，徐汇公安分局民警约谈车主。2023年3月14日，安福路上的停车泊位被撤除。

## 文物保护
- 罗伯昭旧居，安福路7号，徐汇区登记不可移动文物
- 贺绿汀旧居，安福路191弄15号，徐汇区登记不可移动文物
- 安福路201号住宅，徐汇区登记不可移动文物
- 安福路322号花园住宅，徐汇区登记不可移动文物